# Las Puentes (Lena)
Las Puentes es una parroquia española del concejo de Lena, perteneciente a la comunidad autónoma de Asturias. En 2023, tenía empadronados 75 habitantes.